# Reka James (Dakota)
Reka James (Jim River oziroma Dakota River) je 1143 km dolga reka, ki teče po ozemlju ameriških zveznih držav Severna in Južna Dakota. Izliva se v reko Misuri.
Prvotno so ameriški domorodci poimenovali reko kot E-ta-zi-po-ka-se Wakpa (dobesedno neplovna reka), medtem ko so jo Francozi imenovali Rivière aux Jacques. Leta 1861 je bila preimenovana v Dakota River, a je nato dobila današnje ime.